# Alcis eupithicoides
Alcis eupithicoides är en fjärilsart som beskrevs av Reginald James West 1929.
Alcis eupithicoides ingår i släktet Alcis och familjen mätare. Inga underarter finns listade i Catalogue of Life.